# Bird Island Nature Reserve
Das Naturschutzgebiet Bird Island Nature Reserve liegt auf einer Insel rund 100 Meter vor dem Küstenort Lamberts Bay, in der Gemeinde Cederberg, Distrikt West Coast, Provinz Westkap in Südafrika. Die drei Hektar große Insel ist mit dem Festland über einen Damm verbunden. Die Insel ist ein wichtiger Brut- und Rastplatz für Kormorane und vor allem Kaptölpel (Morus capensis). Ebenfalls dort ansässig ist eine kleine Gruppe von Brillenpinguinen (Spheniscus demersus) und auf der Seeseite südafrikanische Seebären (A. pusillus). Verwaltet wird das Schutzgebiet durch das Western Cape Nature Conservation Board (CapeNature).
Die Vögel sind an Besucher gewöhnt und so kann man bis auf wenige Meter an sie heran und das Balz- und Brutverhalten aus nächster Nähe erleben. Tausende Vögel sind jedoch sehr laut und produzieren eine Menge frischen Guano. Im neu erbauten Besucherzentrum gibt es ein Guanomuseum, einen Coffee-Shop, ein Aquarium und einen kleinen Pinguinpool.
Die Insel ist einer von sechs Orten weltweit, wo die Kaptölpel brüten, und der einzige Platz, der leicht zu erreichen ist. Guano wurde auf der Insel von 1888 bis 1990 abgebaut. Der Wellenbrecher, der die Insel an das Festland anschließt, wurde 1959 errichtet. Dadurch hatten Hauskatzen Zugang zur Insel, wo sie unter den brütenden Vögeln schwere Schäden anrichteten.
Im Dezember 2005 fiel eine Gruppe der Seebären über die Tölpelkolonie her. Sie fraßen bzw. zerquetschten über 200 Vögel. Daraufhin floh die ganze Kolonie. Für den Tourismus von Lamberts Bay bedeutete dieses einen Einbruch von 65 Prozent. Nach einigen Wochen kreisten die Tölpel zwar wieder über ihrem alten Nistplatz, sie landeten aber mehrere Kilometer weiter, wo die Kolonie für die Touristen nicht mehr zugänglich war, bis jemand vorschlug, Tölpelattrappen auf dem verwaisten Gelände aufzustellen, um die Vögel wieder anzulocken. Schließlich gelänge dieses ja auch Jägern mit falschen Enten. Die Stadt beauftragte einen lokalen Künstler, 200 Tölpelattrappen aus Plastik anzufertigen, diese wurden auf dem alten Brutplatz in die Nester gesetzt. Innerhalb weniger Stunden setzten die ersten Kaptölpel zur Landung an und begannen, die vermeintlichen Rivalen aus ihren Nestern zu werfen. Der Erfolg schien nachhaltig zu sein; 2007 lebten schon wieder über 10.000 Kaptölpel auf der Insel.

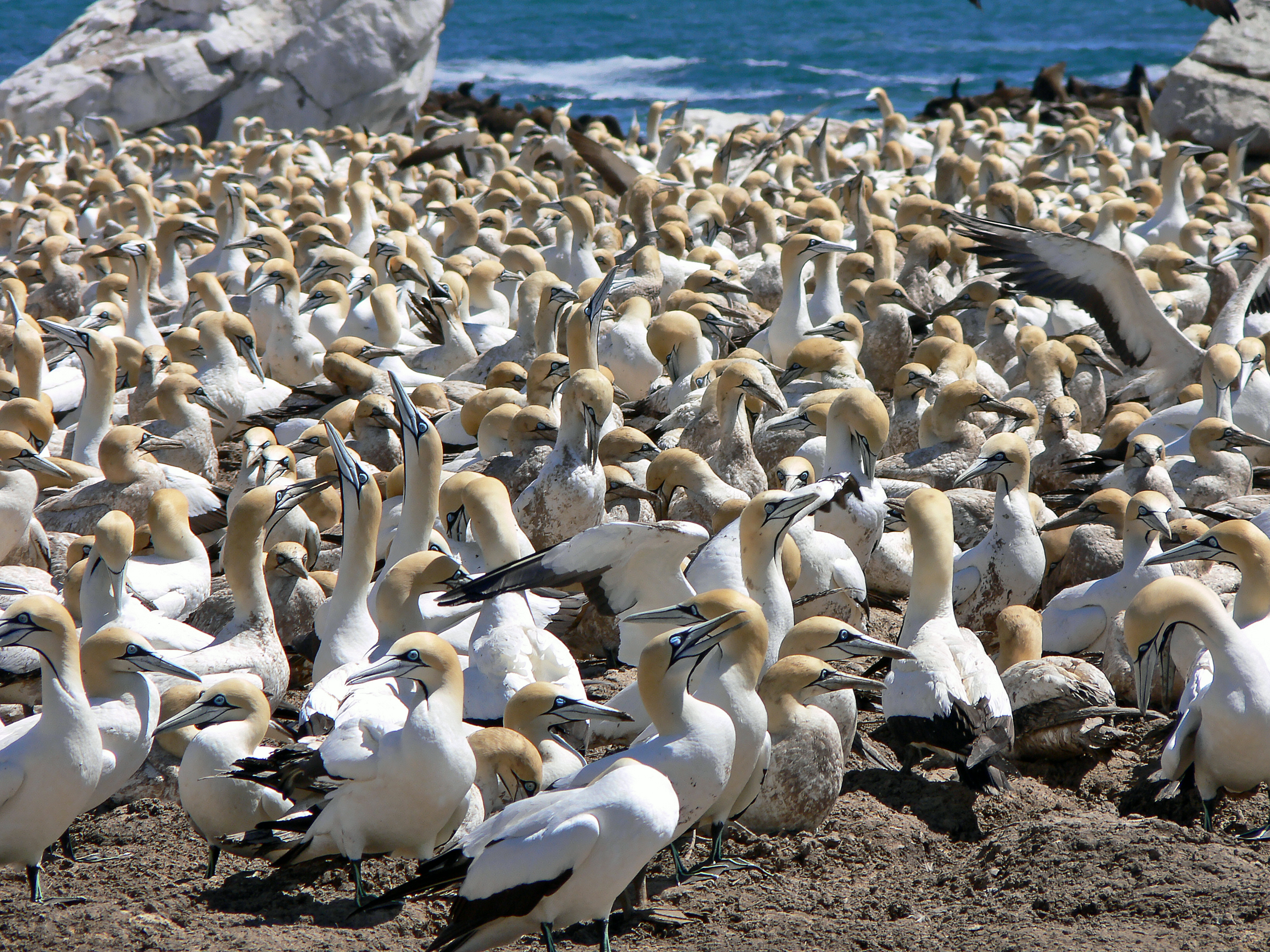
Kaptölpel auf Bird Island